# Strauss-Test
Der Strauss-Test (auch: Strauß-Test oder Moneypenny-Strauß-Test mit Bezugnahme auf englische Pennymünzen aus Kupfer) ist ein Verfahren der Werkstoffprüfung innerhalb des Maschinenbaus und gehört zu den zerstörenden Prüfverfahren.
Der Strauß-Test dient zur Ermittlung der Beständigkeit nichtrostender Stähle (INOX, Nirosta) gegen interkristalline Korrosion. Das Verfahren war in DIN 50914 genormt, seit 1999-01-01 ersetzt durch die 1998-05 erstellte EN ISO 3651-2. (Entspricht ASTM] A262 practice E).
Beim Verfahren A, dem eigentlichen Strauss-Test, wird das Reagens, Kupfersulfat gelöst in 16%iger Schwefelsäure mit Kupferdrehspänen mit der Probe gekocht.
Beim Verfahren B kommt eine Lösung von Kupfersulfat in 35%iger Schwefelsäure zum Einsatz.
Beim Verfahren C wird Eisen-(III)-Sulfat in 40%iger Schwefelsäure verwendet.
Getestet werden nichtrostende Stähle, die in leicht oxidierenden Säuren wie Schwefelsäure oder Phosphorsäure eingesetzt werden sollen.